# Saffraankrokus
De saffraankrokus (Crocus sativus) is een knolgewas uit de lissenfamilie (Iridaceae). Uit deze krokus wordt saffraan gewonnen.
Het is een steriel triploïde taxon en werd vermoedelijk uit de Griekse Crocus cartwrightianus geselecteerd.
De plant, die niet in het wild voorkomt, werd al in de oudheid geteeld en bloeit gedurende circa acht dagen in de herfst met violette bloemen. Elke bloem heeft drie bloedrode stampers en drie gele meeldraden.
De saffraankrokus wordt binnen Europa vooral in Griekenland en op een kleine schaal in Spanje, Oostenrijk, Frankrijk, Italië, Turkije en op de Krim geteeld. In gematigder streken is de teelt verdwenen, afgezien van het plaatsje Mund in het Zwitserse kanton Valais. Sinds 2013 wordt ook in het Belgische Morkhoven op kleine schaal saffraan geteeld. Buiten Europa wordt de plant onder meer geteeld in Iran, Azerbeidzjan, Marokko, Afghanistan en India (Kasjmir). Iran is de grootste producent van saffraan met meer dan 90% van de totale wereldproductie.
... · 
C. chrysanthus (Vroege krokus) · 
C. pallasii · 
C. sativus (Saffraankrokus) · 
C. tommasinianus (Boerenkrokus) · 
C. vernus (Bonte krokus) · 
...